# Gare d'Écully-la-Demi-Lune
La gare d'Écully-la-Demi-Lune est une gare ferroviaire française de la ligne de Lyon-Saint-Paul à Montbrison, située sur le territoire de la commune de Tassin-la-Demi-Lune, dans la métropole de Lyon en région Auvergne-Rhône-Alpes. 
C'est une gare de la Société nationale des chemins de fer français (SNCF), desservie par des trains TER Auvergne-Rhône-Alpes.
La gare était située à l'origine sur la commune d'Écully, d'où elle tire son nom. Mais le 16 avril 1880, le Conseil général du Rhône décide que la partie du quartier de La Demi-Lune est détaché d'Écully pour être intégrée à la commune de Tassin. Cette dernière compte donc deux gares sur cette ligne, avec celle du bourg.

## Situation ferroviaire
Établie à 212 m d'altitude, la gare d'Écully-la-Demi-Lune est située au point kilométrique (PK) 3,921 de la ligne de Lyon-Saint-Paul à Montbrison, entre les gares de Lyon-Gorge-de-Loup et de Tassin. 

## Service des voyageurs

### Accueil
Gare SNCF, elle dispose d'un bâtiment voyageurs, avec guichet, ouvert du lundi au samedi et fermé les dimanches et jours fériés. Elle dispose d'automates pour l'achat de titres de transport régionaux ou nationaux. 

### Desserte
Écully-la-Demi-Lune est desservie par les deux lignes du Tram-train de l'Ouest lyonnais, entre les gares : de Lyon-Saint-Paul et de Sain-Bel, ou Lozanne, ou Brignais.

### Intermodalité
Un parking pour les véhicules et un parc pour les vélos y sont aménagés. Elle est desservie : par des bus du réseau TCL et des cars du réseau cars du Rhône.